# Lite Me Up
Lite Me Up je studijski album ameriškega jazzovskega klaviaturista Herbieja Hancocka, ki je izšel aprila 1982 pri založbi Columbia Records. Gre za enega zadnjih disco/pop albumov Hancocka.

## Ozadje
Ta album je bil v več pogledih odmik od prejšnjih albumov. To je prvi Hancockov album po letu 1969, ki ga ni produciral David Rubinson. V večini ga je produciral Hancock, razen »Paradise« (Jay Graydon) in »Magic Number« (Narada Michael Walden). Namesto tega je bil Hancock navdihnjen s strani drugega producenta in starega prijatelja, Quincyja Jonesa. Album potrjuje plodno sodelovanje Hancocka in Roda Tempertona, ki je bil v tistem času Jonesov tekstopisec in skladatelj. Tudi med studijskimi glasbeniki se najdejo številni povezani z Jonesom, kot npr. Patti Austin (spremljevalni vokal), Louis Johnson (bas kitara), Steve Lukather (kitara), Jeff Porcaro in John Robinson (bobni), Michael Boddicker (sintetizatorji) in Seawind Horns z aranžmaji Jerryja Heyja.

## Seznam skladb
| Št. | Naslov                     | Pisec                                             | Dolžina |
| --- | -------------------------- | ------------------------------------------------- | ------- |
| 1.  | „Lite Me Up!‟              | Rod Temperton                                     | 3:41    |
| 2.  | „The Bomb‟                 | Herbie Hancock, Temperton                         | 3:59    |
| 3.  | „Gettin' to the Good Part‟ | Hancock, Temperton                                | 6:13    |
| 4.  | „Paradise‟                 | Bill Champlin, David Foster, Jay Graydon, Hancock | 4:29    |
| 5.  | „Can't Hide Your Love‟     | Jeffrey Cohen, Hancock, Narada Michael Walden     | 3:55    |
| 6.  | „The Fun Tracks‟           | Temperton                                         | 4:04    |
| 7.  | „Motor Mouth‟              | Temperton                                         | 3:59    |
| 8.  | „Give It All Your Heart‟   | Hancock, Temperton                                | 7:41    |

## Osebje

### Glasbeniki
- Herbie Hancock – klaviature, sintetizatorji, clavitar, vocoder, vokal, Linn Drum, spremljevalni vokal
- David Williams, Jay Graydon (4), Steve Lukather, Corrado Rustici – kitara
- Abraham Laboriel, Louis Johnson, Randy Jackson – bas
- Jeff Porcaro, John Robinson, Narada Michael Walden – bobni
- Michael Boddicker, Rick Kelly, Frank Martin – sintetizatorji
- Jerry Hey, Chuck Findley – trobenta
- Chuck Findley, Bill Reichenbach – trombon
- Gary Herbig, Larry Williams – saksofon, pihala
- Paulinho da Costa – tolkala
- Wayne Anthony – solo vokal
- Patrice Rushen – solo vokal na vocoder
- David Foster, Patti Austin, Jim Gilstrap, Richard Page, Venette Gloud, Narada Michael Walden, Linda Lawrence, Sheri Payne, Bill Champlin, Paulette McWilliams, John Lehman, Edi Lehman – spremljevalni vokal

### Produkcija
- Producenti: Herbie Hancock, Jay Graydon, Narada Michael Walden
- Aranžerji: David Foster (klaviature), Rod Temperton (ritem, vokal), Jerry Hey (godala, pihala, trobila)
- Inženiring: George Massenburg, Ken Kessie, Leslie Ann Jones
- Miks: George Massenburg